# Barbara Romaner

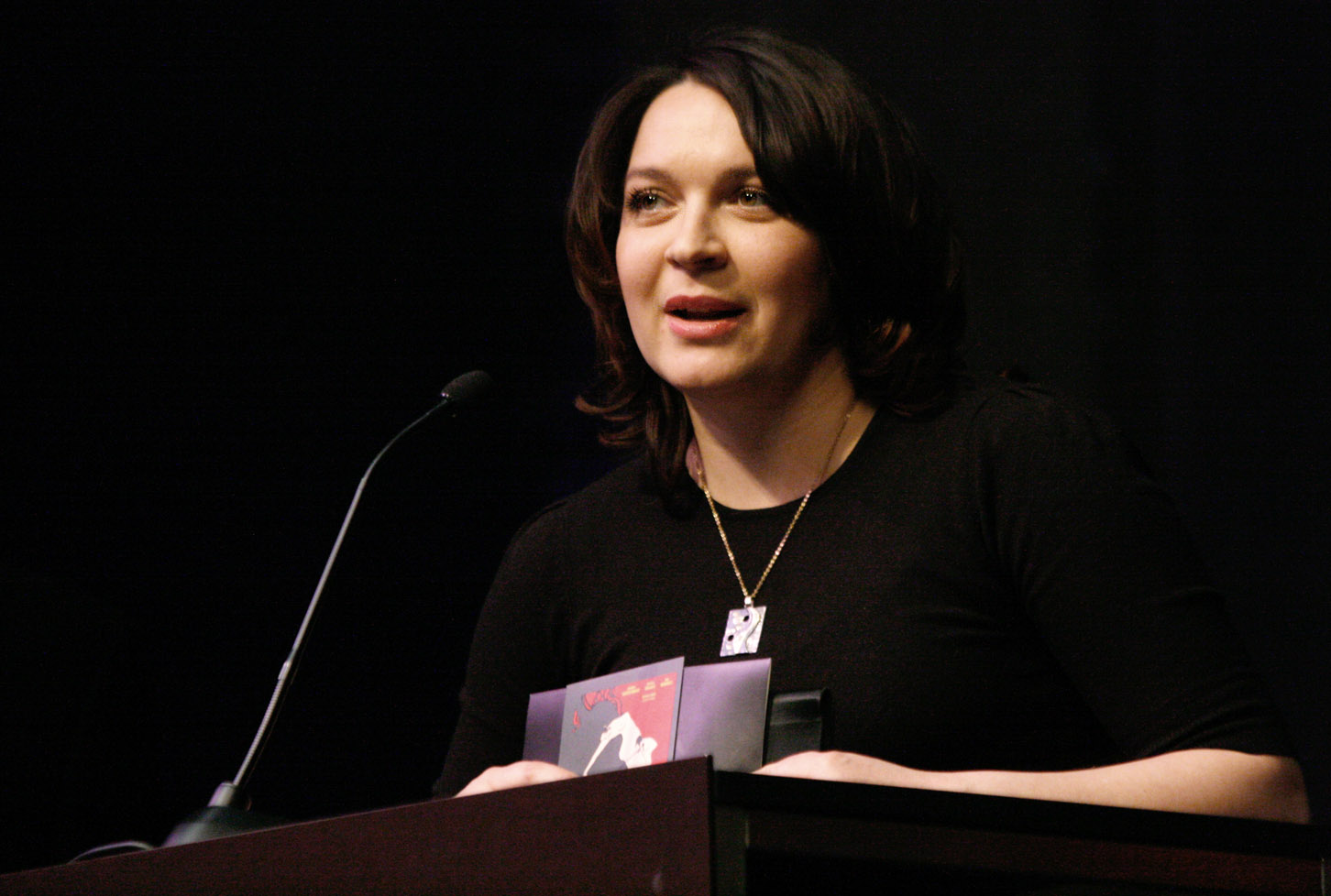
Barbara Romaner wird beim Österreichischen Filmpreis 2011 als beste Schauspielerin ausgezeichnet.

Barbara Romaner (* 1978 in Bozen, Trentino-Südtirol) ist eine Südtiroler Schauspielerin. Einen Namen machte sie sich vor allem als langjähriges Ensemblemitglied des Münchner Volkstheaters. Einem breiten Publikum wurde sie außerdem durch die weibliche Hauptrolle in Percy und Felix Adlons Spielfilm Mahler auf der Couch (2010) bekannt.

## Leben

### Ausbildung und erste Theaterrollen
Barbara Romaner wurde in Bozen geboren, wo sie zweisprachig (Deutsch und Italienisch) aufwuchs. Obwohl ihre Familie nicht mit dem Theater verbunden war, begann sie sich bereits als Kind für die Bühne zu interessieren. Nach dem Abitur in ihrer Heimatstadt besuchte sie das Bozener Musikkonservatorium „Claudio Monteverdi“, wo sie Klavier studierte („Damals, am Konservatorium, habe ich eher Tasten gedrückt als musiziert.“). Im Alter von 19 Jahren übersiedelte Romaner nach Deutschland, wo sie sich nach Aufenthalten in Hamburg und Berlin in München niederließ. Dort studierte sie von 1999 bis 2003 Schauspiel an der Bayerischen Theaterakademie August Everding. Im Rahmen ihrer Ausbildung wirkte Romaner unter anderem als „Sie“ in Xavier Durringers ... tötet die Liebenden … Ganze Tage – ganze Nächte II (2001), als Prinzessin von Frankreich in William Shakespeares Liebes Leid und Lust, als Arikia in Biljana Srbljanović’ Belgrader Trilogie (beide 2002) sowie in den Stücken Das Fest von Thomas Vinterberg und Ingeborg Bachmanns Der gute Gott von Manhattan (beide 2003) mit.
Nach Beendigung ihrer Schauspielausbildung hatte Romaner ihr erstes Theaterengagement an den Städtischen Bühnen Bielefeld. 2004 folgte die Rolle der Celia in der Shakespeare-Komödie Wie es euch gefällt bei den Luisenburg-Festspielen, was ihr den Nachwuchspreis der Stadt Wunsiedel einbrachte. Auch in den folgenden Jahren trat Romaner bei den Luisenburg-Festspielen in Erscheinung. 2005 spielte sie unter der Regie Michael Lerchenbergs mit der Geierwally ihre erste Hauptrolle, was ihr erneut Lob seitens der Kritiker einbrachte und bis heute ihre Lieblingsrolle ist. Im Jahr darauf folgte in der Inszenierung von Wolfgang Maria Bauer der Part der Nina in Anton Tschechows Die Möwe sowie die Titelrolle in Pippi Langstrumpf (2006).

### Ensemblemitglied am Münchner Volkstheater und erste Filmrollen
Neben Romaners Engagements bei den Luisenburg-Festspielen folgten bis 2007 Auftritte an Theatern in Würzburg, Fürth und Augsburg (Schöne und das Biest, 2005; Weg mit Dir, 2006). Im Frühjahr 2007 überzeugte sie anlässlich eines Vorsprechens am Münchner Volkstheater und wurde daraufhin gemeinsam mit Nico Holonics, Friedrich Mücke und Xenia Tiling neues festes Ensemblemitglied am Schauspielhaus unter der Intendanz des risikobereiten Christian Stückl (Eine lässige Autorität). In München debütierte Romaner in der Spielzeit 2007/08 in Stückls Inszenierung von Friedrich Schillers Don Karlos. Daraufhin folgten die selbstbewusste Galeristin Maike in Juli Zehs von Bettina Bruinier für die Bühne adaptierten Kriminalroman Schilf oder der Part der 14-jährigen schwangeren Nawal in Wajdi Mouawads Verbrennungen. Für ihre Rollen in der Spielzeit 2007/08 (Das erste Jahr war der Hammer) erhielt Romaner eine Nominierung vom Fachblatt Theater heute als Beste Nachwuchsschauspielerin zugesprochen.
Weitere Nominierungen folgten für Christian Stückls Inszenierung von Peer Gynt (2008), in der sie als entführte Braut Ingrid und als Wüstenschönheit Anitra zu sehen war, sowie für ihre Titelrolle einer linkischen Studentin, die an ihren Idealen festhält, in der witzig-melancholischen Groteske Lilly Link (2008). Die Süddeutsche Zeitung wies in ihrer Kritik zu Ewald Palmetshofers Stück wohnen. unter glas (2008) auf die „intelligente Art von Erotik“ hin, mit der Romaner in allen bisherigen Rollen am Volkstheater zu beeindrucken gewusst habe. 2009 übernahm sie am Münchner Volkstheater die Titelrolle in Bettina Bruiniers Bühnenversion von Alice im Wunderland, 2010 folgte die Anna Karenina in der Inszenierung von Frank Abt.
Parallel zu ihrer Theaterarbeit nahm Romaner an Lesungen teil und begann sporadisch Filmangebote wahrzunehmen. 2002 übernahm sie die Titelrolle in Ingo Knopfs experimentellem Kurzfilm Cyberheidi 3D. Ihr Spielfilmdebüt gab sie 2009 mit der weiblichen Hauptrolle in Wolfgang Weigls blindlings, in dem ein Mann (gespielt von Mirkus Hahn) seine ehemalige Geliebte entführt, um sie auf einer entlegenen Hütte zur Aussprache zu zwingen. Dies brachte ihr eine Nominierung als beste Darstellerin für den Förderpreis Deutscher Film ein. Einem größeren deutschsprachigen Publikum wurde Romaner durch Percy und Felix Adlons Kinofilm Mahler auf der Couch (2010) bekannt, die die Schauspielerin durch die Aufführung von Schilf am Münchner Volkstheater entdeckt hatten. In dem Drama ist sie als hingebungsvolle und langmütige Ehefrau des Komponisten Gustav Mahler (gespielt von Johannes Silberschneider) zu sehen, der wegen einer Ehekrise den Psychoanalytiker Sigmund Freud (Karl Markovics) aufsucht. Für den Part der Alma Mahler wurde Romaner von der Kritik als Entdeckung gefeiert und 2011 als beste Darstellerin mit dem erstmals vergebenen Österreichischen Filmpreis ausgezeichnet.
Barbara Romaner ist mit ihrem Ensemblekollegen Friedrich Mücke liiert, mit dem sie unter anderem in Don Karlos, Schilf, Peer Gynt, wohnen. unter glas, Hamlet und Anna Karenina auftrat. Auch erschien er an ihrer Seite in Mahler auf der Couch als Walter Gropius. Im Jahr 2011 sind die beiden Eltern geworden.

## Theaterstücke (Auswahl)
| Jahr | Theaterstück                                   | Rolle                     | Bühne                 |
| ---- | ---------------------------------------------- | ------------------------- | --------------------- |
| 2003 | Die Schneekönigin                              | Gerda                     | Theater Bielefeld     |
| 2004 | Wie es euch gefällt                            | Celia                     | Luisenburg-Festspiele |
| 2005 | Die Geierwally                                 | Geierwally                | Luisenburg-Festspiele |
| 2006 | Die Möwe                                       | Nina                      | Luisenburg-Festspiele |
| 2006 | Pippi Langstrumpf                              | Pippi Langstrumpf         | Luisenburg-Festspiele |
| 2007 | Don Karlos                                     | Prinzessin von Eboli      | Münchner Volkstheater |
| 2007 | Schilf                                         | Maike                     | Münchner Volkstheater |
| 2008 | Verbrennungen                                  | Nawal                     | Münchner Volkstheater |
| 2008 | Peer Gynt                                      | Ingrid, die Grüne, Anitra | Münchner Volkstheater |
| 2008 | wohnen. unter glas                             | Jeani                     | Münchner Volkstheater |
| 2008 | Faust                                          | Gretchen                  | Münchner Volkstheater |
| 2008 | Lilly Link oder Schwere Zeiten für die Rev ... | Lilly Link                | Münchner Volkstheater |
| 2009 | Alice im Wunderland                            | Alice                     | Münchner Volkstheater |
| 2009 | Hamlet                                         | Ophelia                   | Münchner Volkstheater |
| 2010 | Orestie                                        | Klytaimnestra             | Münchner Volkstheater |
| 2010 | Anna Karenina                                  | Anna Karenina             | Münchner Volkstheater |
| 2010 | Der Besuch der alten Dame                      | div. Rollen               | Münchner Volkstheater |

## Filmografie
- 2002: Cyberheidi 3D (Kurzfilm)
- 2009: blindlings
- 2010: Mahler auf der Couch
- 2013: Janus
- 2015: Luis Trenker – Der schmale Grat der Wahrheit
- 2016: Rockebilly Requiem
- 2017: Das schaffen wir schon
- 2017: Hexe Lilli rettet Weihnachten
- 2019: Die Toten vom Bodensee – Der Stumpengang
- 2019: SOKO München: Der Mann ohne Gewissen
- 2019: Flucht durchs Höllental
- 2020: Um Himmels Willen: Überraschungen
- 2020: Tonio & Julia: Der perfekte Mann
- 2020: Tatort: In der Familie
- 2021: Me, We
- 2022: Gesicht der Erinnerung (Fernsehfilm)
- 2022: Frühling – An einem Tag im April
- 2023: Landkrimi – Der Tote in der Schlucht (Fernsehreihe)
- 2024: Frühling – Wenn die Zeit stehen bleibt
- 2024: In aller Freundschaft – Die jungen Ärzte: Neue Ordnung
- 2025: SOKO Stuttgart: Im Schatten der Macht

## Auszeichnungen
- 2004: Nachwuchspreis der Stadt Wunsiedel für das Theaterstück Wie es euch gefällt (Luisenburg-Festspiele)
- 2008: nominiert von Theater heute als Beste Nachwuchsschauspielerin für ihre Rollen in der Spielzeit 2007/08 am Münchner Volkstheater
- 2008: nominiert von Theater heute als Beste Nachwuchsschauspielerin für ihre Rolle in Peer Gynt am Münchner Volkstheater
- 2008: nominiert für den Merkur-Theaterpreis
- 2009: nominiert als Beste Darstellerin für den Förderpreis Deutscher Film für blindlings
- 2009: nominiert von Theater heute als Beste Nachwuchsschauspielerin für ihre Rolle in Lilly Link am Münchner Volkstheater
- 2011: Österreichischer Filmpreis als Beste weibliche Darstellerin für Mahler auf der Couch